# Plosca
Plosca est une commune du județ de Teleorman en Roumanie.